# Clitocybe tenuissima
Clitocybe tenuissima är en svampart som beskrevs av Romagn. 1954. Clitocybe tenuissima ingår i släktet Clitocybe och familjen Tricholomataceae.   Inga underarter finns listade i Catalogue of Life.